# Бирвлит
Бирвлит (нидерл. Biervliet) — город на юго-западе Нидерландов, в провинции Зеландия, в центре Зеландской Фландрии, входящий в состав общины Тернёзен. Расположен также в 16 км к югу от другого крупного города, Флиссинген. Население города по состоянию на 1 января 2011 года — 1633 человека.

## История
Бывший первоначально рыбацкой деревней, Бирвлит получил статус города в 1183 году.
До 1970 года оставался отдельной общиной.

## Промышленность
В городе располагаются главный офис и производственные мощности фирмы Frans Vervaet BV, выпускающей свеклоуборочные комбайны, самоходные навозоразбрасыватели высокой проходимости и созданный на базе последних специализированный вездеходный полугусеничный самосвал большой грузоподъёмности Vervaet Track Trike.

## Достопримечательности
11 объектов Бирвлита занесены в государственный реестр охраняемых памятников.
В городе находится храм Голландской реформатской церкви, построенный в 1659—1660 годах, витражи которого сохранились нетронутыми до наших дней. Кроме того, в нём есть римско-католическая приходская церковь Святой Непорочной Девы Марии, освящённая в 1858 году. Здание церкви было расширено в 1920 году и отреставрировано в 1965.
В Бирвлите также расположена ветряная мельница 1842 года постройки. Первоначально она представляла собой маслобойню с ветряным приводом и в собственно мельницу была переоборудована в 1885 году.

## Галерея
- Храм Голландской реформатской церкви в Бирвлите
- Храм Римско-католической церкви
- Ветряная мельница
- Пожарная станция Бирвлита. Слева — пожарная автоцистерна высокой проходимости, представляющая собой модифицированный самоходный жижеразбрасыватель (разновидность навозоразбрасывателя) Hydro Trike местной фирмы Frans Vervaet BV[нем.].